# Zagraj
 Zagraj  falu Horvátországban, Károlyváros megyében. Közigazgatásilag Károlyvároshoz tartozik.

## Fekvése
Károlyvárostól 9 km-re északra fekszik.

## Története
A településnek 1857-ben 43, 1910-ben 66 lakosa volt. A trianoni békeszerződésig Zágráb vármegye Károlyvárosi járásához tartozott. A települést  2011-ben 63-an lakták.

## Lakosság
| Lakosság változása | Lakosság változása | Lakosság változása | Lakosság változása | Lakosság változása | Lakosság változása | Lakosság változása | Lakosság változása | Lakosság változása | Lakosság változása | Lakosság változása | Lakosság változása | Lakosság változása | Lakosság változása | Lakosság változása | Lakosság változása |
| ------------------ | ------------------ | ------------------ | ------------------ | ------------------ | ------------------ | ------------------ | ------------------ | ------------------ | ------------------ | ------------------ | ------------------ | ------------------ | ------------------ | ------------------ | ------------------ |
| 1857               | 1869               | 1880               | 1890               | 1900               | 1910               | 1921               | 1931               | 1948               | 1953               | 1961               | 1971               | 1981               | 1991               | 2001               | 2011               |
| 43                 | 58                 | 64                 | 85                 | 53                 | 66                 | 63                 | 68                 | 80                 | 76                 | 83                 | 78                 | 69                 | 64                 | 52                 | 63                 |